# Boston Marathon 1910

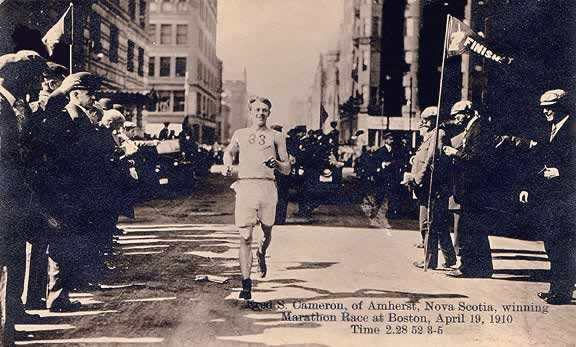
De finish van Fred Cameron in de Boston Marathon van 1910.

De Boston Marathon 1910 werd gelopen op woensdag 19 april 1910. Het was de veertiende editie van deze marathon. Bij de wedstrijd gingen 169 marathonlopers van start.
De wedstrijd werd gewonnen door Fred Cameron uit de Verenigde Staten met een tijd van 2:28.52,4. Hij bleef hiermee zijn landgenoot Clarence DeMar en tevens nummer twee in de wedstrijd ruim een minuut voor. Evenals in voorgaande jaren was het parcours, ten opzichte van de sinds de Olympische Spelen van 1908 gevestigde opvatting dat de marathon een lengte van 42,195 km hoorde te hebben, te kort. Het was namelijk nog steeds tussen de 37 en 38,8 km lang.

## Uitslag
| rang   | naam             | land | tijd      |
| ------ | ---------------- | ---- | --------- |
| Goud   | Fred Cameron     | USA  | 2:28.52,4 |
| Zilver | Clarence DeMar   | USA  | 2:29.52,6 |
| Brons  | James J. Cockery | CAN  | 2:34.25,8 |
| 4      | John R. Roe      | CAN  | 2:38.06,4 |
| 5      | Michael J. Ryan  | USA  | 2:38.24,2 |
| 6      | John J. Reynolds | USA  | 2:40.03,2 |
| 7      | R.E. Mac Cormack | USA  | 2:40.25   |
| 8      | E.A. White       | USA  | 2:40.35   |
| 9      | E.P. Devlin      | USA  | 2:40.50,4 |
| 10     | James Cleary     | USA  | 2:44.58   |

1897 ·
1898 ·
1899 ·
1900 ·
1901 ·
1902 ·
1903 ·
1904 ·
1905 ·
1906 ·
1907 ·
1908 ·
1909 ·
1910 ·
1911 ·
1912 ·
1913 ·
1914 ·
1915 ·
1916 ·
1917 ·
1918 ·
1919 ·
1920 ·
1921 ·
1922 ·
1923 ·
1924 ·
1925 ·
1926 ·
1927 ·
1928 ·
1929 ·
1930 ·
1931 ·
1932 ·
1933 ·
1934 ·
1935 ·
1936 ·
1937 ·
1938 ·
1939 ·
1940 ·
1941 ·
1942 ·
1943 ·
1944 ·
1945 ·
1946 ·
1947 ·
1948 ·
1949 ·
1950 ·
1951 ·
1952 ·
1953 ·
1954 ·
1955 ·
1956 ·
1957 ·
1958 ·
1959 ·
1960 ·
1961 ·
1962 ·
1963 ·
1964 ·
1965 ·
1966 ·
1967 ·
1968 ·
1969 ·
1970 ·
1971 ·
1972 ·
1973 ·
1974 ·
1975 ·
1976 ·
1977 ·
1978 ·
1979 ·
1980 ·
1981 ·
1982 ·
1983 ·
1984 ·
1985 ·
1986 ·
1987 ·
1988 ·
1989 ·
1990 ·
1991 ·
1992 ·
1993 ·
1994 ·
1995 ·
1996 ·
1997 ·
1998 ·
1999 ·
2000 ·
2001 ·
2002 ·
2003 ·
2004 ·
2005 ·
2006 ·
2007 ·
2008 ·
2009 ·
2010 ·
2011 ·
2012 ·
2013 ·
2014 ·
2015 ·
2016 ·
2017 ·
2018 ·
2019 ·
2020 ·
2021 ·
2022